# 2024 au Burundi
Cet article présente les faits marquants de l'année 2024 au Burundi.

## Événements

### Février
- 25 février : à Buringa, dans la commune de Gihanga, aux alentours de 21h30, une attaque du groupe rebelle RED-Tabara fait neuf morts et cinq blessés. Les assaillants ont ensuite fuit vers la frontière de la république démocratique du Congo voisine. Les victimes sont principalement des civils alors que le groupe affirme avoir visé des positions de l'armée burundaise et tué six soldats[1].

### Juillet
- 25 juillet : Le ministère de la santé burundais recense les trois premiers cas de variole simienne dans le pays[2].